# Die Studierstube
Die Studierstube war laut ihrem Untertitel eine „theologische und kirchliche Monatsschrift“. Von 1903 bis 1905 lagen Druck und Verlag bei Greiner und Pfeiffer in Stuttgart, anschließend erschien das Blatt bis 1928 in Leipzig im Verlag von Friedrich Jansa. Das zeitweilig auch mit dem Untertitel „kirchlich-theologische Monatschrift“ herausgegebene Periodikum fungierte mitunter als Beilage für die Zeitschrift Deutsche Evangelische Pfarrhaushilfe.